# Граф де Алкотин
Граф де Алкотин — португальский и испанский дворянский титул. В Португалии он был создан 15 ноября 1496 года королем Жуаном II для Фернандо де Менесеса и Нороньи, 2-го маркиза де Вила-Реал, 4-го графа де Вила-Реал и 2-го графа де Валенса. Он был сыном Педро де Менесеса, 1-го маркиза де Вилая-Реал (? — 1499), и Беатрис де Португаль (? — 1491). Фернандо Менесес и Норонья был женат на Марии Фрейре де Андраде, 2-й сеньоре де Алкотин.
Название графского титула происходит от названия португальского посёлка Алкотин, округ Фару, историческая область Алгарве (Португалия).

## Графы Алкотин (Португалия)
- Фернандо де Менесес (1463 — ?), 2-й маркиз Вила-Реал, 4-й граф де Вила-Реал, сын Педро де Менесеса, 1-го маркиза де Вила-Реал и Беатрис де Португаль
- Педро де Менесес Норонья и Фрейре (1486 — ?), 3-й маркиз де Вила-Реал, сын предыдущего и Марии Фрейре де Андраде, 2-й сеньоры де Алкотин
- Мигель де Менесес (ок. 1520 — ?), 4-й макриз де Вила-Реал, старший сын предыдущего и Беатрис де Аленкастер и Португаль
- Мануэль де Менесес (ок. 1530 — ?), 5-й маркиз де Вила-Реал, 7-й граф де Вила-Реал и 1-й герцог де Вила-Реал, младший брат предыдущего
- Мигель Луис де Менесес и Норонья (ок. 1565—1637), 2-й герцог де Вила-Реал, 1-й герцог де Каминья, 6-й маркиз де Вила-Реал и 8-й граф де Вила-Реал, старший сын предыдущего и Марии де Сильвы Коутиньо
- Луис де Менесес и Норонья (1570—1641), 7-й маркиз де Вила-Реал, 9-й граф де Вила-Реал, младший брат предыдущего.
- Мигель де Менесес и Норонья (1614—1641), 2-й герцог де Каминья, 7-й граф де Алкотин, единственный сын предыдущего и Жулианы де Менесес.

## Графы Алкотин (Испания)
Испанский титул был создан 23 марта 1660 года королем Испании Филиппом IV для португальской аристократки Марии Беатрис де Менесес и Нороньи, 3-й герцогини де Каминья (1615—1668), в качестве награды за верность Испанским Габсбургам.
Мария Беатрис была дочерью Луиса де Менесеса и Нороньи, 3-го герцога де Вилья-Реаль (1589—1641), и Жулианы де Менесес. Её отец Луис де Менесес и старший брат Мигель де Менесес, 2-й герцог де Каминья (1614—1641), были казнены в Португалии за государственную измену в 1641 году. Мария Беатрис была дважды замужем. Её первым мужем был португальский дворянин и родной дядя, Мигель де Менесес и Норонья Сильва и Коутиньо, 2-й герцог де Вилья-Реаль и 1-й герцог де Каминья (ок. 1565—1637). Во второй раз она вышла замуж за испанского дворянина, Педро Портокарреро и Арагона, 8-го графа де Медельина (? — 1679) и осталась в Испании. Беатрис де Менесес так и не вернулась на родину, а её титул никогда не был признан в Португалии.
- 1660—1668: Мария Беатрис де Менесес и Норонья (1615—1668), 3-я герцогиня де Каминья, дочь Луиса де Менесеса и Нороньи, 3-го герцога де Вила-Реал (1589—1641), и Жулианы де Менесес.
- 1668—1704: Педро Дамиан Портокарреро Менесес Норонья (? — 1704), 9-й граф де Медельин, старший сын предыдущей и Педро Портокарреро и Арагона, 8-го графа де Медельин (? — 1679)
- 1704—1705: Луиса Фелисиана Портокарреро (ок. 1640—1705), 10-я графиня де Медельин, сестра предыдущего
- 1705—1727: Гильен Рамон де Монкада и Портокарреро (1671—1727), 6-й маркиз де Айтона, старший сын предыдущей и Мигеля Франсиско де Монкады и Сильвы, 5-го маркиза де Айтона (1652—1674)
- 1727—1756: Мария Тереза де Монкада и Бенавидес (1707—1756), 7-я маркиза де Айтона, старшая дочь предыдущего и Анны Марии дель Милагро де Бенавидес и Арагон (1672—1720)
- 1756—1789: Педро де Алькантара Фернандес де Кордова и Монкада (1730—1789), 12-й герцог де Мединасели, единственный сын Марии Терезы де Монкады и Бенавидес, 7-й маркизы де Айтона (1707—1756), и Луиса Антонио Фернандесе де Кордовы и Спинолы, 11-го герцога де Мединасели (1704—1768)
- 1789—1806: Луис Мария Фернандес де Кордова и Гонзага (1749—1806), 13-й герцог де Мединасели, старший сын предыдущего и Марии Франсиски Хавьера Гонзага и Караччиоло (1731—1757)
- 1806—1840: Луис Хоакин Фернандес де Кордова и Бенавидес[кат.] (1780—1840), 14-й герцог де Мединасели, старший сын предыдущего и Хоакины Марии де Бенавидес и Пачеко, 3-й герцогини де Сантистебан-дель-Пуэрто (1746—1805)
- 1840—1873: Луис Томас Фернандес де Кордова и Понсе де Леон[кат.] (1813—1873), 15-й герцог де Мединасели, старший сын предыдущего и Марии де ла Консепсьон Понсе де Леон и Карвахаль (1783—1856)
- 1873—1879: Луис Мария Фернандес де Кордова и Перес де Баррадас (1851—1879), 16-й герцог де Мединасели, старший сын предыдущего и Анхелы Аполонии Перес де Баррадас и Бернуй, 1-й герцогини де Дения и Тарфиа (1827—1903)
- 1880—1956: Луис Хесус Фернандес де Кордова и Салаберт (1880—1956), 17-й герцог де Мединасели, единственный сын предыдущего от второго брака с Касильдой Ремигией де Салаберт и Артеага, 9-й маркизой де ла Торресилья (1858—1936)
- 1956—2013: Виктория Евгения Фернандес де Кордова и Фернандес де Энестроса (1917—2013), 18-я герцогиня де Мединасели. Старшая дочь Луиса Хесуса Фернандеса де Кордовы и Салаберта (1880—1956), 17-го герцога де Мединасели, и Анны Марии Фернандес де Энестроса и Гайосо де лос Кобос (1879—1938)
- 2018 — н.в.: Виктория Елизавета де Гогенлоэ-Лангенбург и Шмидт-Полекс (род. 1997), 20-я герцогиня де Мединасели. Единственная дочь принца Марко Гогенлоэ-Лангенбурга, 19-го герцога де Мединасели (1962—2016), и Сандры Шмидт-Полекс (род. 1968), внучка принца Макса фон Гогенлоэ-Лангенбурга (1931—1994), и Анны Луизы де Медина и Фернандес де Кордовы, 13-й маркизы де Наваэрмоса и 9-й графини де Офалия (1940—2012), единственной дочери Виктории Евгении Фернандес де Кордовы, 18-й герцогини де Мединасели (1917—2013).